# Свети Димитър (Макоцево)
Вижте пояснителната страница за други значения на Свети Димитър.
„Свети Димитър“ е възрожденска православна църква в софийското село Макоцево, България.

## История
Църквата е изградена в центъра на селото от 1858 до 1860 година. Разрешението за построяването е измолено в Цариград от заможния макоценин Стоян Кафеджийски и Дядо Кунчо от Копривщица. След началото на строежа турци от Ташкесен го спират и е разрешен отново чак след постъпки пред софийския паша и владиката Мелетий Софийски. Но въпреки разрешението местните турци не разрешават да се вдигне храма на определената височина. Осветена е в 1861 година. В 1873 година църквата е ограбена от черкези разбойници и е обърната в обор. На следната 1874 година е осветена отново.

## Описание
Храмът е базиликален без куполи със сводест таван. Изграден е от камък.
Майсторите вероятно са същите, изградили „Свети Георги“ в Златица, тъй като двата храма имат няколко еднакви каменни декоративни релефа, както и еднакви украси по вратите и прозорците. Иконите и дърворезбата са с високо качество – дело на Иванчо Неделков от Макоцево (Йото Иконописеца).
Стенописите в свода на храма са дело на дебърския майстор Давид Георгиев – Бог Саваот и Свети Йоан Кръстител, датирани 1861. Над западната врата е изображението на Света Богородица, а над южната – на Свети Димитър.